# Квінт Марцій Рекс (претор)
Квінт Марцій Рекс (*Quintus Marcius Rex, д/н —після 140 до н. е.) — політичний діяч Римської республіки.

## Життєпис
Походив з патриціанського роду Марціїв. Син Квінта Марція Рекса. Про молоді роки немає відомостей. У 144 році до н. е. обирається міським претором. Під час своєї каденції став зводити акведук, що став найбільшим у Римі. Водночас займався відновленням акведука Аппія. Як пропретор залишався в Італії, займався зведенням свого акведука до 140 року до н. е. На його будівництво сенат надав 8 млн. 400 тисяч сестерціїв. Про подальшу долю немає інформації.

## Родина
- Квінт Марцій Рекс, консул 118 року до н. е.
- Марція, весталка